# Luisa Accati
Luisa Accati Levi (Torino, 1942) è una storica, antropologa e intellettuale femminista italiana. Ha insegnato etnologia e storia moderna all'Università di Trieste.
Ha studiato a Torino e Parigi.
Si è dunque dedicata all'antropologia storica delle società rurali del Nord Italia, pubblicando monografie sulla religiosità rurale, sui processi alle streghe nella regione del Friuli e sulle relazioni di famiglia nelle comunità urbane ed extraurbane di Udine nel diciannovesimo secolo.
I maggiori contributi vertono sullo studio del culto mariano e sul suo significato simbolico, che puntano a comprendere le differenze sociali e politiche nella Chiesa cattolica e nelle società protestanti in Europa.

## Pubblicazioni
- Apologia del Padre. Per una riabilitazione del personaggio reale, Meltemi, 2017.
- Il gatto Mardì e le parole misteriose, Emme Edizioni, 2012.
- La laicità delle donne, European Press Academic Publishing, 2008.
- Scacco al padre. Immagini e giochi di potere, Marsilio, 2007.
- (EN) The Beauty and the Monster. Discursive and Figurative Representations of the Parental Couple from Giotto to Tiepolo, European Press Academic Publishing, 2006.
- Storia e narrazione: retorica, memoria, immagini, Mondadori, 2005.
- Madri Pervasive e Figli Dominanti, European Press Academic Pub., 2003.
- Il mostro e la bella. Padre e madre nell'educazione cattolica dei sentimenti, Cortina Raffaello, 1998.
- La principessa Rosa e il drago con i fuochi dal naso, EL, 1995.
- Il Matrimonio di Raffaele Albanese, Anabasi, 1994.